# Jean Laffitte
Jean Clément Marie Gérard Joseph Françoise Georges Laffitte (ur. 5 maja 1952 w Oloron-Sainte-Marie) – francuski duchowny katolicki, arcybiskup, sekretarz Papieskiej Rady ds. Rodziny w latach 2009-2016. 

## Życiorys

### Prezbiterat
2 lipca 1989 otrzymał święcenia kapłańskie i został inkardynowany w diecezji Autun. Uzyskał doktorat z teologii moralnej na Papieskim Instytucie Jana Pawła II dla Studiów nad Małżeństwem i Rodziną i od 1994 pracował jako wykładowca tejże uczelni (w latach 1999-2001 był jej wiceprzewodniczącym). W 2005 został podsekretarzem Papieskiej Rady ds. Rodziny. Ponadto, w latach 2006–2009 był wiceprzewodniczącym Papieskiej Akademii Życia.

### Episkopat
22 października 2009 został mianowany przez Benedykta XVI sekretarzem Papieskiej Rady ds. Rodziny oraz arcybiskupem tytularnym Entrevaux. Zastąpił na tym stanowisku Grzegorza Kaszaka, mianowanego biskupem sosnowieckim. Sakry biskupiej 12 grudnia 2009 udzielił mu kardynał Tarcisio Bertone.